# Konkurrenzausschlussprinzip
Das Konkurrenzausschlussprinzip ist ein von Georgi Franzewitsch Gause entwickelter Begriff der Theoretischen Biologie, der in der Ökologie und Evolutionsbiologie Anwendung findet. Der Begriff besagt, dass zwei Arten nicht gleichzeitig die identische ökologische Nische besetzen können, ohne in eine Konkurrenz einzutreten, durch welche sich schließlich nur die konkurrenzstärkere behaupten kann. Eine universelle Gültigkeit dieses Prinzips wird durch das Plankton-Paradoxon infrage gestellt.

## Konkurrenzvermeidungsprinzip
Die positive Umkehrung dieses Prinzips ist die Konkurrenzvermeidung. Für die jeweils konkurrenzschwächere Art ist ein Ausweichen zur Sicherung der Fortpflanzungsmöglichkeiten unabdingbar. Diese Ausweichbewegung kann durch eine räumliche Trennung, eine zeitliche Entflechtung (zum Beispiel Tag- und Nachtaktivität), eine Anpassung der Nahrungsgewohnheiten und auch eine evolutionäre Anpassung, beispielsweise in Form einer adaptiven Radiation, erfolgen.

## Allgemeine Formulierung
Die Konkurrenz zweier Arten wird in allgemeiner Form geschrieben als
{\displaystyle {\frac {\mathrm {d} x}{\mathrm {d} t}}=xf(x,y)}
{\displaystyle {\frac {\mathrm {d} y}{\mathrm {d} t}}=yg(x,y)}
Für einen Fixpunkt {\displaystyle (x^{*},y^{*})} dieses Systems ergibt sich die Jacobi-Matrix zu:
{\displaystyle J={\begin{pmatrix}x^{*}f_{x}^{*}&x^{*}f_{y}\\y^{*}g_{x}&y^{*}g_{y}^{*}\end{pmatrix}}}
Wegen der Effekte intraspezifischer Konkurrenz ist die Spur < 0. Also kann ein Fixpunkt nur für
{\displaystyle f_{x}^{*}g_{y}^{*}>f_{y}^{*}g_{x}^{*}} stabil sein.
Da dies im allgemeinen Fall erfüllbar ist, gilt das Konkurrenzausschlussprinzip in mehreren Modellen nicht, wie zum Beispiel Varianten der Lotka-Volterra-Gleichungen.
Engere Modelle führe jedoch zu Konkurrenzausschluss. Nimmt man zum Beispiel an, dass zwei Spezies um eine einzige Ressource kämpfen und diese Ressource gegeben ist als Funktion der Spezies, erhält man ein Modell der Form
{\displaystyle {\frac {\mathrm {d} x}{\mathrm {d} t}}=x\cdot (c_{1}\cdot R(x,y)-d_{1})}
{\displaystyle {\frac {\mathrm {d} y}{\mathrm {d} t}}=y\cdot (c_{2}\cdot R(x,y)-d_{2})}
{\displaystyle R(x,y)} ist dabei die Ressourcenfunktion.
Weiters ist hier {\displaystyle c_{1}} die Verwertungsrate von Spezies {\displaystyle x}, {\displaystyle c_{2}} die Verwertungsrate von Spezies {\displaystyle y}, {\displaystyle d_{1}} die Todesrate von Spezies {\displaystyle x} und {\displaystyle d_{2}} die Todesrate von Spezies {\displaystyle y}. Alle diese Konstanten sind positiv. Es folgt
{\displaystyle 1/c_{1}\cdot {\frac {\dot {x}}{x}}-1/c_{2}\cdot {\frac {\dot {y}}{y}}=(R-{\frac {d_{1}}{c_{1}}})-(R-{\frac {d_{2}}{c_{2}}})=a}
wobei {\displaystyle a} hier eine Konstante ist. Schreibt man nun {\displaystyle {\frac {\dot {x}}{x}}={\dot {\log(x)}}} und {\displaystyle {\frac {\dot {y}}{y}}={\dot {\log(y)}}}, so erhält man
{\displaystyle {\dot {\log {\frac {x^{1/c_{1}}}{y^{1/c_{2}}}}}}=a}
Integration führt zu {\displaystyle x^{1/c_{1}}=c\cdot e^{a\cdot t}\cdot y^{1/c_{2}}}. Unter der biologisch sinnvollen Annahme, dass sowohl {\displaystyle x} als auch {\displaystyle y} beschränkt sind und der Zusatzannahme, dass {\displaystyle a} nicht null ist, führt dies zum Aussterben einer der beiden Populationen.
Diese Überlegung kann auch auf mehr als zwei Spezies übertragen werden, da man in sich in diesem Fall die paarweise exponentielle Abhängigkeit von je zwei Populationen zunutze macht.

## Übertragbarkeit
Im Sinn der Bionik lässt sich dieses Prinzip auch auf die Ökonomie übertragen. Analoge Betrachtungen helfen dort, Strategien zu entwickeln, die das Überleben zunächst konkurrierender Unternehmungen sichern können.